# Церковь Бориса и Глеба (Раменское)
Церковь Бориса и Глеба (Борисо-Глебский храм) — православный храм в Раменском Московской области. Относится к Коломенской епархии Московской митрополии Русской православной церкви. 
Адрес: Московская область, г. Раменское, ул. Первомайская, 2. Церковь является объектом культурного наследия регионального значения (Постановление Совета Министров РСФСР от 30.08.1960 г. № 1327, Приложение № 2). Стилизированное изображение колокольни церкви Бориса и Глеба запечатлено на гербе города Раменское.

## История
Деревянная церковь на погосте у Борисоглебского озера известна с начала XVII века. В 1706 году была построена и освящена новая деревянная церковь во имя Живоначальной Троицы с Борисоглебским приделом: «На погосте, у Борисоглебского озера, построена новая деревянная церковь во имя Живоначальныя Троицы с приделом св. Бориса и Глеба и ко дню освящения оной церкви, по благословенной грамоте, 1706 года октября в 14 день, выдан антиминс, под росписку тояж церкви попа Ивана».
Новую каменную церковь в сентябре 1725 года начал строить граф Иван Алексеевич Мусин-Пушкин. Согласно документам Синодального казенного приказа: «Сентября в 21 день, запечатан указ о строении церкви тайному действительному советнику и сенатору графу Ивану Алексеевичу Мусину-Пушкину, велено в Московском уезде в вотчине его, в селе Новотроицком, вместо ветхой деревянной Троицкой церкви, построить в том же селе вновь церковь во имя Живоначальной Троицы каменную…». Окончил строительство храма после смерти Ивана Алексеевича его сын Платон в 1730 году.
Церковь архитектурно представляла собой восьмерик на четверике в связке с трапезной и колокольней. Новая колокольня со шпилем была пристроена в начале XIX века, декор храма был переделан в 1870-х годах. Первоначально Троицкая, в Борисоглебскую церковь была переосвящена в 1850-х годах, тогда же приписана к новому Троицкому храму.
Пережив Октябрьскую революцию, церковь была закрыта в 1929 году и передана районному краеведческому музею. Только после распада СССР, в 2005 году, музей переехал в другое здание, в храме были возобновлены богослужения и начались ремонтные работы. Великое освящение воссозданной Борисоглебской церкви совершено архиепископом Можайским Григорием (Чирковым) 14 мая 2011 года. Настоятелем храма в настоящее время является игумен Никодим (Лунёв).